# کال پرنده
کال پرنده روستایی در دهستان پساکوه بخش زاوین شهرستان کلات استان خراسان رضوی ایران است.
بر پایه سرشماری عمومی نفوس و مسکن در سال ۱۳۹۵ جمعیت این روستا ۸ نفر (در ۴ خانوار) بوده‌است.